# Kammern im Liesingtal
Kammern im Liesingtal – gmina targowa w Austrii, w kraju związkowym Styria, w powiecie Leoben. Liczy 1620 mieszkańców (1 stycznia 2015).

## Współpraca
Miejscowość partnerska:
- Dasing, Niemcy